# Scardinius
El género Scardinius son peces ciprínidos de agua dulce incluidos en el orden Cypriniformes, distribuido por Europa oriental (Los Balcanes y Rusia) y Asia occidental (Turquía y el Cáucaso), aunque algunas especies han invadido zonas más amplias.
Son carpas de gran tamaño, con una longitud máxima descrita de 50 cm.

## Especies
Existen 10 especies agrupadas en este género:
- género Scardinius:
  - Scardinius acarnanicus (Economidis, 1991)
  - Scardinius dergle (Heckel y Kner, 1858)
  - Scardinius elmaliensis (Bogutskaya, 1997)
  - Scardinius erythrophthalmus (Linnaeus, 1758) - Escardinio o Gardí.
  - Scardinius graecus (Stephanidis, 1937)
  - Scardinius hesperidicus (Bonaparte, 1845) - Escardinio italiano.
  - Scardinius knezevici (Bianco y Kottelat, 2005)
  - Scardinius plotizza Heckel y Kner, 1858()
  - Scardinius racovitzai (Müller, 1958)
  - Scardinius scardafa (Bonaparte, 1837)